# Jason Canela
Jason Canela (nacido el 25 de abril de 1992) es un actor estadounidense-cubano, mejor conocido por sus papeles en telenovelas. Ha aparecido en series como ¿Dónde Está Elisa? y Cosita Linda. Canela hizo su debut televisivo en inglés en 2016. Es el hermano menor del actor y cantante Jencarlos Canela.
En enero de 2018, Soap Opera Digest anunció que había sido elegido para el papel de Arturo Rosales en The Young and the Restless. El tiempo de Canela en el programa en un papel contractual terminó en 2020, pero logró varias apariciones breves. 

## Primeros años y educación
Canela nació en Miami, Florida, de padres cubanos Lisette y Heriberto Canela. Tiene tres hermanos mayores, incluido el actor y cantante Jencarlos Canela. Canela estudió actuación en The Lee Strasberg Theatre & Film Institute en Nueva York

## Telenovelas
| Telenovelas | Telenovelas        | Telenovelas     | Telenovelas    |
| Año         | Título             | Rol             | Notas          |
| ----------- | ------------------ | --------------- | -------------- |
| 2010        | ¿Dónde Está Elisa? | Santiago Rincon | Rol de suporte |
| 2011        | SoBe Real          | Pablo           | Rol de reparto |
| 2014        | Cosita linda       | Cacho           | Rol de reparto |

## Series de televisión
| Televisión | Televisión                       | Televisión     | Televisión                     |
| Año        | Título                           | Rol            | Notas                          |
| ---------- | -------------------------------- | -------------- | ------------------------------ |
| 2015       | Camino                           | Sebastian      |                                |
| 2016       | Pitch                            | Omar Robles    | 2 episodios                    |
| 2018–20    | The Young and the Restless       | Arturo Rosales | Protagonista, 114 episodios    |
| 2019       | Always Be My Maybe               | Mesero         |                                |
| 2021       | The Rookie (serie de televisión) | César Madrigal | Estrella invitada, 3 capítulos |
| 2024       | Palm Royale                      | Eddie          | En producción                  |